# You're My Best Friend
You're My Best Friend je singl britské rockové skupiny Queen. Napsal ji baskytarista skupiny John Deacon o své ženě Veronice Tetzlaff, jíž tuto píseň rovněž věnoval. Píseň vyšla roku 1975 na studiovém albu „A Night at the Opera“. O rok později byla vydána i jako singl, na jehož b-straně byla píseň „’39“. Skladba si našla své místo i na koncertním albu „Live Killers“ z roku 1979 a i na několika kompilacích: „Greatest Hits“ (1980), „Absolute Greatest“ (2009) a „Queen Forever“ (2014).

## Historie
John Deacon skladbu složil v roce 1975 pro svou manželku Veronicu Tetzlaff, když se učil na klávesy. Hned po vydání začala píseň atakovat první příčky v různých hitparádách. Například v britském žebříku UK Singles Chart se umístila na 7. místě a v americkém Billboard Hot 100 obsadila 16. místo.

## Umístění na žebříčcích
Píseň se kromě dvojnásobné účasti v předních příčkách prestižních hitparád umístila i v týdenních žebříčcích v různých zemích.
| Stát       | Místo |
| ---------- | ----- |
| Austrálie  | 35    |
| Belgie     | 14    |
| Kanada     | 2     |
| Japonsko   | 90    |
| Nizozemsko | 9     |
| USA        | 9     |

## Živá vystoupení
Píseň se v repertoáru Queen na koncertech objevovala od roku 1976 do roku 1980.
Při živých vystoupeních se používal klavír na který hrál Freddie Mercury namísto kláves Johna Deacona jako v originální studiové nahrávce.

## Obsazení nástrojů

### V originální studiové nahrávce
- John Deacon – klávesy, basová kytara
- Freddie Mercury – hlavní zpěv, doprovodné vokály
- Brian May – elektrická kytara (Red Special), doprovodné vokály
- Roger Taylor – bicí, doprovodné vokály

### Na koncertech
- John Deacon – basová kytara
- Freddie Mercury – hlavní zpěv, klavír, doprovodné vokály
- Brian May – elektrická kytara (Red Special), doprovodné vokály
- Roger Taylor – bicí, doprovodné vokály

## Názory členů Queen
Členové Queen 24. prosince 1977 píseň okomentovali v interview na rádiové stanici BBC Radio One.
| „             | No, Freddie moc neměl rád klávesy, takže jsem si je vzal domů a začal se na ně učit a normálně mě ta píseň při tom učení napadla. Píseň jsem napsal na klávesách a taky na nich zní nejlépe. | “ |
| — John Deacon | |   |

| „                 | Odmítl jsem hrát na ty zatracené klávesy. Je to hrozné a nemám to rád. Proč vlastně hrát na takovýto nástroj, když máme vynikající klavír? | “ |
| — Freddie Mercury | |   |